# Bedřich Ladislav Lašek
Bedřich Ladislav Lašek, křtěný Bedřich Vilém Jan, v Rusky Фёдор Осипович Лашек (25. února 1863 Čáslav – 28. května 1928 Tver), byl český hudební skladatel, učitel hudby, publicista a spisovatel, později žijící v Rusku.

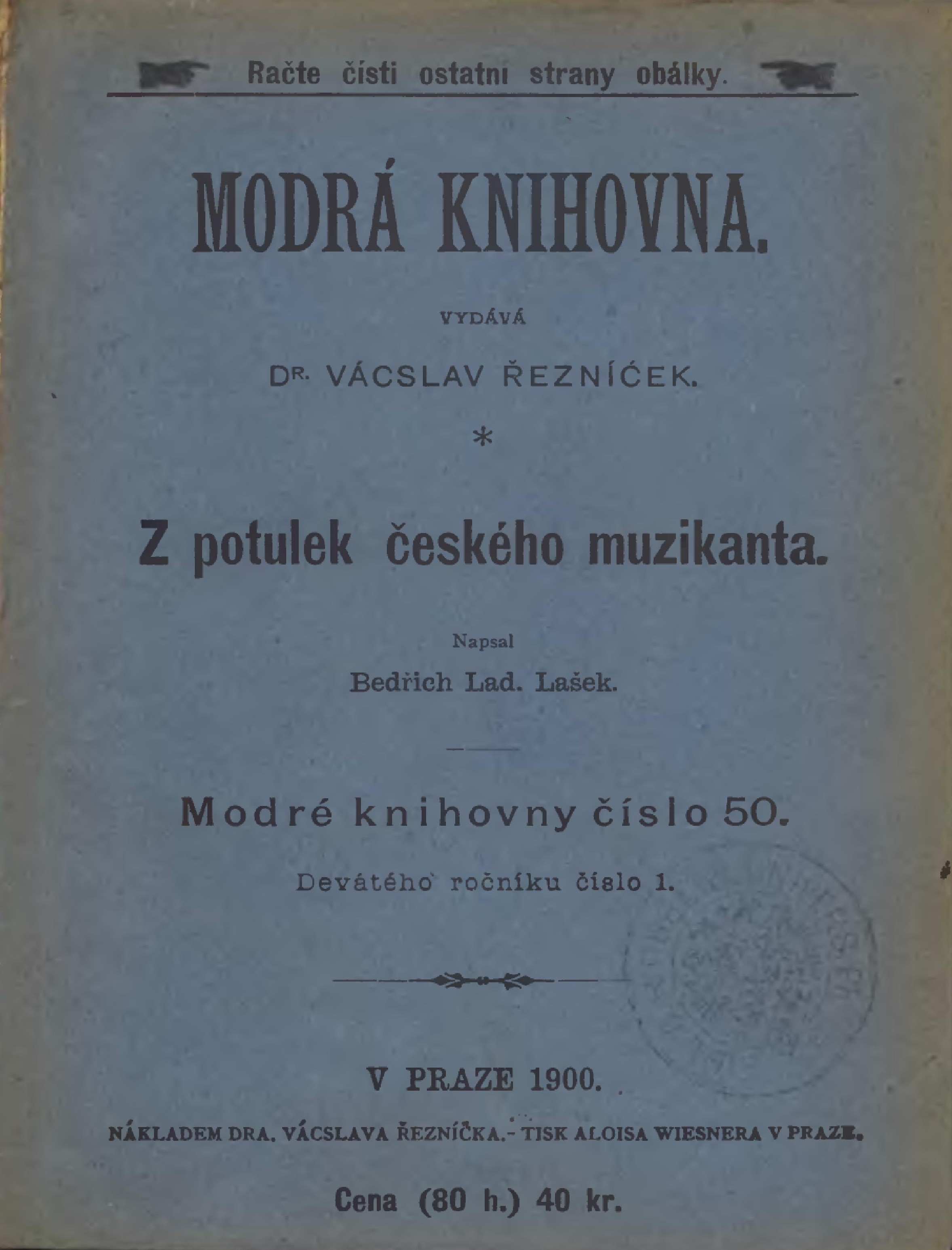
Z potulek českého muzikanta, napsal Bedřich Ladislav Lašek, 1899/1900

## Život
Bedřich Ladislav Lašek se narodil v Čáslavi, kde tehdy jeho otec Josef Lašek, pracoval jako úřední sluha čáslavského c.k. finančního ředitelství a jeho manželky Anny rodem Konečné z Libníkovic. Rodina byla hudbymilovná, otec působil u místí vojenské posádky jako kapelník. V rodině vyrůstal s několika sourozenci, starším bratrem Gotthardem, sestrou Annou a mladším bratrem Rudolfem, který však zemřel.
Základní školu absolvoval v Čáslavi a následně absolvoval studium na učitelském ústavu v Brně, kde bral hodiny u skladatele L. Janáčka. Krátce poté Brno opustil, nastoupil do školy v Rychnově nad Kněžnou jako učitel, zde začal psát drobné povídky a řídil zde městskou hudbu. Později vystudoval pražskou varhanickou školu a krátce působil jako učitel hudby u J. Jandovského v Praze-Karlíně. Kolem roku 1890 absolvoval jako doprovod a sbormistr ruského pěveckého sboru D. A. Agreněva-Slavjanského cesty po celé Evropě a části Asie a rovněž koncertoval i na mnoha místech tehdejšího Sovětského svazu.
V roce 1893 se dostal Ruského do města Tver, kde začal vyučoval v místní Maksimovičově hudební škole zpěv a hru na housle. V následujících letech, souběžně s třídami na Maksimovičově škole, Lašek učil zpěv a hudbu na státní škole, na místním teologickém semináři a ještě na Mariinském ženském gymnáziu. V roce 1911 byl jmenován městský varhaníkem. Na Maksimovičově hudební škole Lašek rovněž zorganizoval pěvecký sbor, pro který vytvořil aranžmá romancí A. J. Varlamova, M. Glinky, A. Dargomyžského a P. I. Čajkovského. Sbor vystupoval zpravidla na literárně-hudebních večerech pořádaných v rámci této hudební školy.
Fascinován svými hudebními aktivitami se Lashek pokusil skládat hudbu sám. Mezi jeho díly byly zvláště zajímavé písně založené na básních tverského selského básníka Spiridona Drožžina a některá jeho díla vyšla v místním časopise, "Музыка и пение".
O posledních letech života Fjodora Osipoviče Laška se nedochovaly téměř žádné informace, proslýchalo se, že v těžkých dvacátých letech byl velmi chudý, hrával na částečný úvazek v kině na housle a občas prý prosil o almužnu. Zemřel koncem května roku 1928, kdesi ve městě Tver a místo jeho hrobu je neznámé.[zdroj?]

## Dílo

### Literární
- 1890 V zimě přes Ural[7]
- 1900 Z potulek českého muzikanta[8]

### Hudební díla
- Na březích Něvy (valčík)
- Na Balkán (pochod)
- Čtverylka z bulharských písní, Chaz Bulat (dueto ze kavkazských písní)
- Píseň ruská na slova Lermontova

a další